# موکتی موهان
موکتی موهان (به انگلیسی: Mukti Mohan) (زاده ۲۱ ژوئن ۱۹۸۷) بازیگر هندی است.
از کارهای معروف او می‌توان به بازی در فیلم استاد، همسر و گنگستر، کانچی: شکست‌ناپذیر، داستان‌های شهوت ۲ و سار اشاره کرد.